# Парламентські вибори в Югославії 1938
Парламентські вибори в Югославії відбулися 11 грудня 1938 року. Переміг правлячий Югославський радикальний союз, що здобув 306 із 373 місць у парламенті. Це були останні багатопартійні вибори в Югославії до 1990 року. В 1941 році на країну напала нацистська Німеччина, а після війни владу в Югославії монополізувала Комуністична партія.  

## Результати
| Партія                        | Голоси    | %    | Місця | +/– |
| ----------------------------- | --------- | ---- | ----- | --- |
| Югославський радикальний союз | 1.643.783 | 54,1 | 306   | +3  |
| Об'єднана опозиція            | 1.364.524 | 44,9 | 67    | 0   |
| Югославський національний рух | 30.734    | 1,0  | 0     | 0   |
| Загалом                       | 3.039.041 | 100  | 373   | +3  |
| Зареєстровані виборці/явка    | 4.080.286 | 74,5 | –     | –   |
| Джерело: Nohlen et al,        |           |      |       |     |